# Münchner SC
Münchner Sportclub e.V. is een Duitse hockeyclub uit München. De club is opgericht in 1896 en is daarmee de oudste nog bestaande hockeyclub in Duitsland. De dames komen uit in de Bundesliga.